# Rut Carandell i Rieradevall
Rut Carandell i Rieradevall (Barcelona, 19 de març de 1966) és una advocada i política catalana, directora de Plataforma per la Llengua des de 2022.
Es llicencià en dret per la Universitat de Barcelona. Pel que fa a l'exercici de responsabilitats de govern, fou durant 3 anys secretària d'Administració i Funció Pública de la Generalitat de Catalunya i també directora de l'Escola d'Administració Pública de Catalunya durant el període 2003-2006.
Així mateix, fundà l'Associació de Juristes en Defensa de la Llengua Pròpia el 2003 i exercí de directora de l'Escola de Prevenció i Seguretat Integral de la Universitat Autònoma de Barcelona, en el període 2006 fins a març de 2015. En aquella universitat també impartí classes de Dret administratiu.
Pel que fa a la seva activitat política, milità a les Joventuts d'Esquerra Republicana de Catalunya, i després a Esquerra Republicana de Catalunya, des de l'any 1987 fins a 2009. Amb anterioritat, desenvolupà el càrrec de presidenta del Consell Nacional de les JERC i a ERC fou presidenta de la Sectorial de Justícia i Dret, com també presidenta de la Comissió de Garanties i candidata al Senat per Barcelona l'any 1993. L'any 2008 fou la candidata de Reagrupament Independentista a la secretaria general d'ERC i, el maig de 2009, es donà de baixa d'ERC després de 23 anys de militància, a conseqüència de l'expulsió de Joan Carretero. L'any 2010 es presentà com a número 1 a la llista de Reagrupament per Barcelona a les eleccions al Parlament de Catalunya.
El 2022 esdevingué directora de la Plataforma per la Llengua. El 7 d'octubre de 2022 fou guardonada pel Consell de l'Advocacia Catalana amb el 16è premi Agustí Juandó i Royo per la seva defensa de la llengua catalana en l'àmbit jurídic.